# 사랑한다고 말해
《사랑한다고 말해》(일본어: 好きっていいなよ。)는 하즈키 카나에의 만화 작품이다. 디저트 (코단샤)에서  2008년 4월호부터 2017년 9월호까지 연재되었다. 단행본은 전 18권으로 나왔다. 애니메이션은 ZEXCS에서 만들어 2012년 10월 7일부터 12월 30일까지 도쿄 MX 등에서 방영되었다. 대한민국에서는 대원방송 계열인 애니원에서 2020년 11월 15일부터 12월 27일까지 방영되었다. 2014년 7월에 실사 영화화되어 《사랑한다고 말해: 키스하고 싶어질 땐》이라는 이름으로 공개되었다.